# تب (مجموعه تلویزیونی)
تب (با نام پیشین: زیرآواز باران) یک مجموعه تلویزیونی محصول سال ۱۳۸۱–۱۳۸۰ به کارگردانی، نویسندگی رضا کریمی و تهیه‌کنندگی عزت‌الله جامعی ندوشن می‌باشد که از شبکه پخش شد.
این مجموعه داستان انتقام با نقشهٔ یک سرقت است.

## بازیگران
- فلور نظری
- رحیم نوروزی
- امیرحمزه گرجی نژاد
- امین حیایی
- بهناز حوری
- حدیث فولادوند
- حمید فرخ‌نژاد
- خسرو خانمحمدی
- داریوش ارجمند
- سعید پورصمیمی
- شیرین بینا
- فرهاد صفاخو
- لعیا زنگنه
- محمد قدیمی خو
- محمدرضا جامعی
- محمود جعفری (بازیگر)
- مژگان ربانی